# Kintsugi

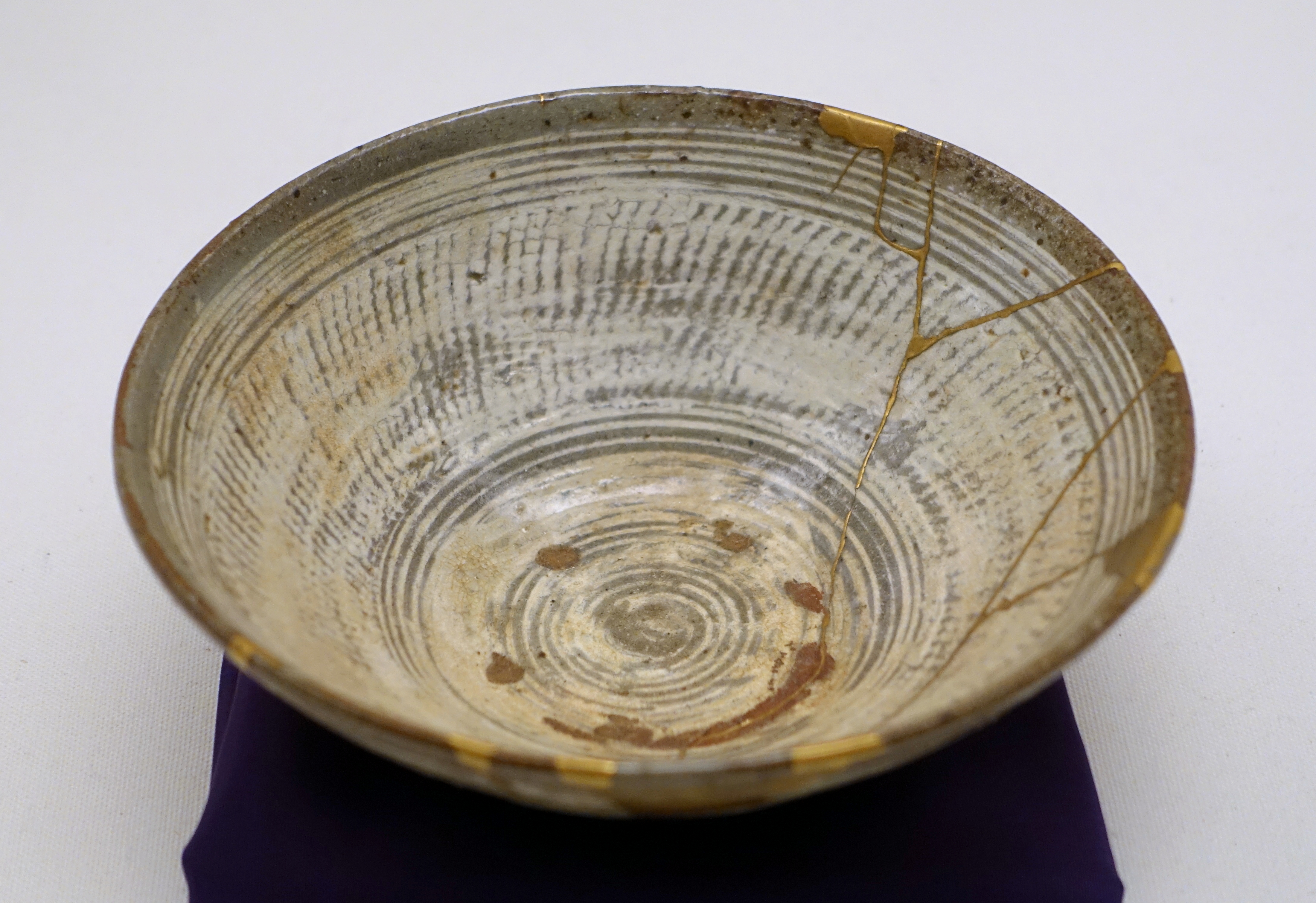
Lucrări de reparație (în partea dreaptă) prin metoda kintsugi cu lac auriu pe un bol de ceai de tipul hakeme Mishima, secolul al XVI-lea (Muzeul Etnologic din Berlin)

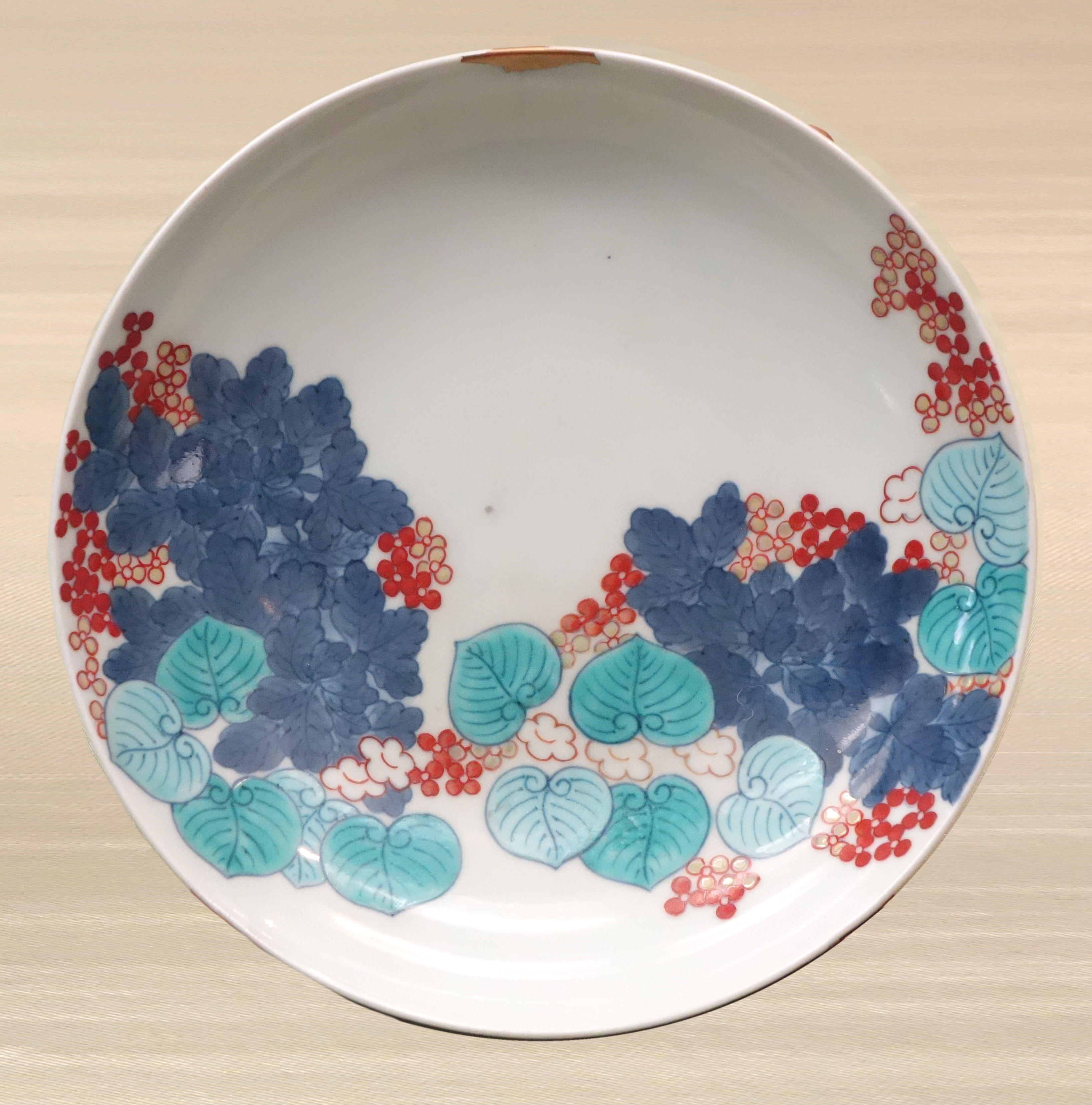
Mici reparații (în partea de sus) pe un vas Nabeshima cu model cu nalbe, emailat, secolul al XVIII-lea, perioada Edo (Muzeul Național din Tokyo)

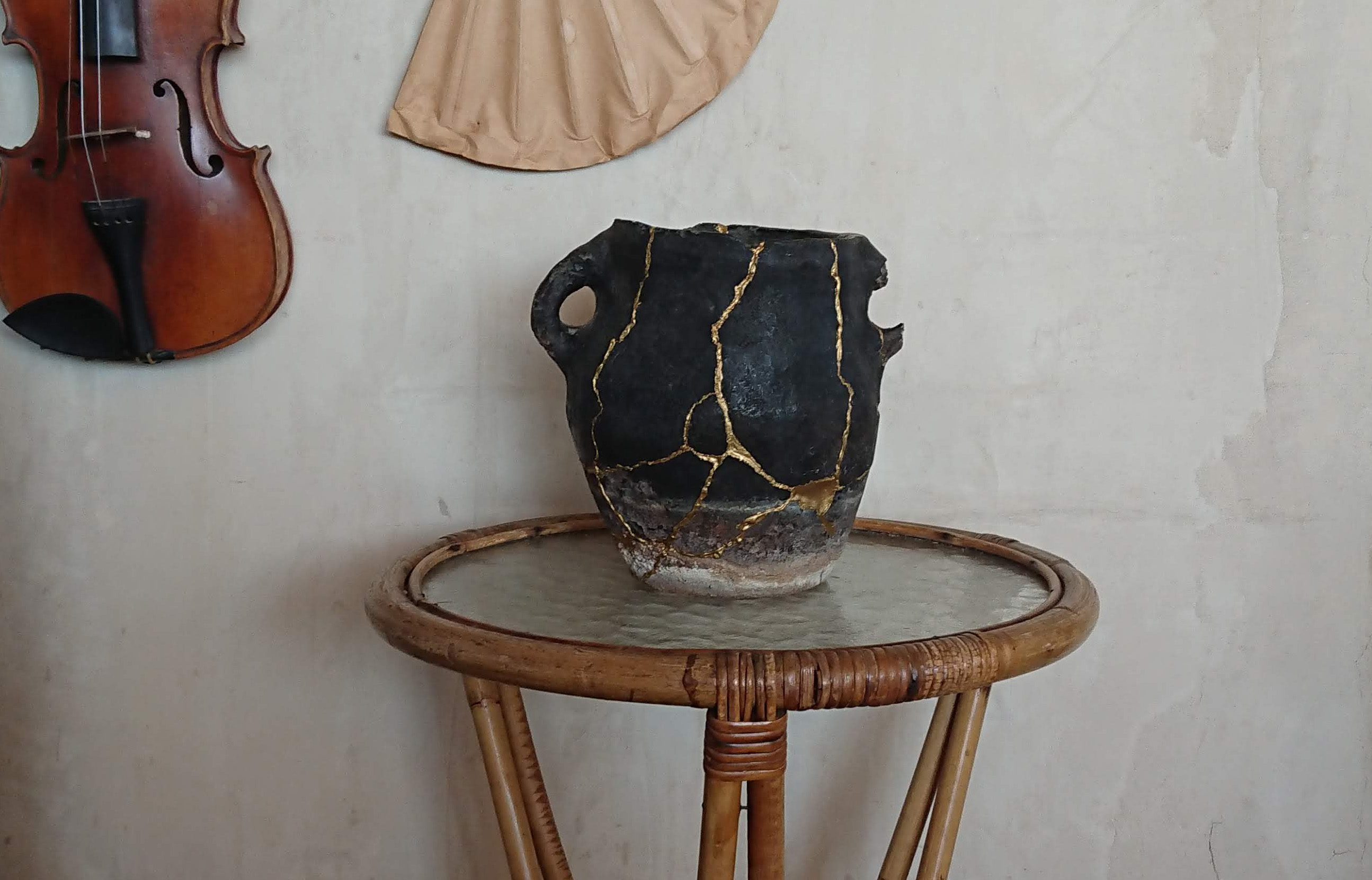
Oală de gătit țărănească reparată prin tehnica Kintsugi, Georgia, secolul al XIX-lea.

Kintsugi (金継ぎ, „tâmplărie de aur”), cunoscută și sub numele de Kintsukuroi (金繕い, „reparare cu aur”), este arta japoneză de reparare a ceramicii sparte cu lac pudrat sau amestecat cu pudră de aur, argint sau platină, metodă care este similară cu tehnica maki-e. Ca filozofie, tratează spargerea și reparația ca parte a istoriei unui obiect, în loc să ascundă aceste evenimente.

## Origine
Crearea de obiecte lăcuite reprezintă o veche tradiție în Japonia, iar la un moment dat kintsugi a fost probabil combinată cu maki-e ca un înlocuitor pentru alte tehnici de reparare a ceramicii. În timp ce procesul este asociat astăzi cu meșteșugarii și artiștii japonezi, tehnica a fost aplicată și obiectelor ceramice de alte origini, printre care China, Vietnam și Coreea.
Arta kintsugi devenit strâns legată de vasele ceramice utilizate pentru chanoyu (ceremonia ceaiului). O teorie susține că arta kintsugi își are originea în momentul în care shōgunul japonez Ashikaga Yoshimasa a trimis un bol de ceai chinezesc înapoi în China pentru reparații la sfârșitul secolului al XV-lea. Când i-a fost returnat proprietarului, fiind reparat folosind scoabe metalice urâte, i-a determinat pe meșteșugarii japonezi să caute o metodă de reparare mai estetică. Aceștia au lipit bucățile cu rășină, pe care au pudrat-o cu praf de aur, în stilul maki-e. Rezultatul a fost atât de neașteptat, încât colecționarii au devenit îndrăgostiți de noua artă, iar unii au fost acuzați că au spart în mod intenționat vase de ceramică valoaroase, doar pentru a putea fi reparate prin metoda kintsugi și astfel să le crească valoarea.

## Filozofie
Ca filozofie, kintsugi poate fi văzută ca având similitudini cu filozofia japoneză wabi-sabi, o îmbrățișare a ceea ce este imperfect sau având defecte. Estetica japoneză apreciază și valorifică urmele de uzură cauzate de folosirea obiectelor. Acest fapt poate fi văzut ca o justificare pentru a păstra un obiect chiar și după ce s-a stricat și chiar ca o justificare pentru kintsugi în sine, evidențiind fisurile și reparațiile ca pur și simplu evenimente din viața obiectelor, în loc să ducă la scoaterea lor din folosință la momentul de deteriorării sau spargerii.
Kintsugi poate fi asociat și cu filosofia japoneză de „fără minte” (無心 mushin), care cuprinde conceptele de non-atașament, acceptarea schimbării și soarta ca aspecte ale vieții umane.

## Tipuri de kintsugi
Există câteva stiluri majore sau tipuri de kintsugi:
- Fisura (ひび), utilizarea de praf de aur și rășină sau lac pentru a lipi bucățile cu un minim de suprapunere sau de umplere a spațiului cauzat de fisuri
- Bucata (欠けの金継ぎ例), în cazul în care un fragment ceramic lipsește sau nu este disponibil și întregul spațiu este înlocuit folosind aur sau amestec de aur și lac
- Petecul (呼び継ぎ), în cazul în care un fragment diferit (de obicei de pe alt vas, având alte culori și modele), dar de aceeași formă, este utilizat pentru a înlocui o bucată lipsă din vasul original, creând un efect de mozaic[13]

## Tehnici înrudite

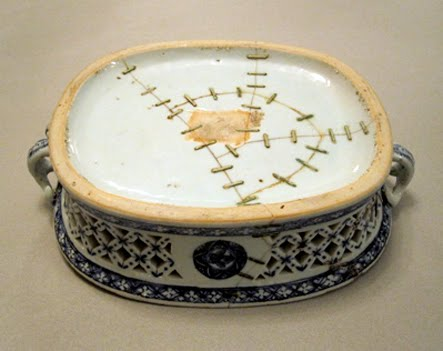
Coș reticulat Nanking, circa 1750, reparat cu scoabe metalice

Repararea folosind scoabe este o tehnică similară utilizată pentru reparația obiectelor de ceramică sparte, în care găuri mici sunt create pe fiecare parte a crăpăturii și scoabe metalice sunt introduse și fixate prin îndoire pentru a ține piesele împreună. Această metodă a fost folosită în Europa (în Grecia antică, Anglia și Rusia, printre altele) și China ca tehnică de reparare pentru obiecte deosebit de valoroase.
Pe lângă repararea cu aur sau cu ameste de lac și aur (kintsugi propriu-zis), mai există metodele gintsugi (reparare cu lac și argint) și urushi-tsugi (reparare folosind numai lac natural, urushi). Uneori, pe același obiect se folosesc mai multe procedee de lipire, pentru a accentua diverse calități.

## Influență asupra artei moderne
Kintsugi este conceptul general prin care se subliniază sau accentuează imperfecțiuni, vizualizând adăugirile și reparațiile ca un punct focal care poate fi sărbătorit, în loc de absența unor bucăți. Artiștii moderni experimentează cu această tehnică străveche ca un mijloc de analiză a ideii de pierdere, de sinteză și de îmbunătățire prin distrugere și reparație sau renaștere.
Deși inițial a ignorată ca formă de artă, kintsugi și metodele de reparare înrudite au fost prezentate la expoziții la Freer Gallery de la Smithsonian, Muzeul Metropolitan de Artă și Muzeul de Artă Herbert F. Johnson, Universitatea Cornell Ithaca, NY.
Conceptul de kintsugi l-a inspirat pe Tim Baker, membru al formației canadiene Hey Rosetta!, în realizarea albumului lor din 2014, Second Sight. Primul single, „Kintsukuroi”, își ia numele de direct de la această formă de artă, iar coperta albumului ilustrează un bol reparat prin metoda kintsugi.
Episodul 6 din Sezonul 2 din serialul de televiziune Amazon original Omul din Castelul Înalt este numit „Kintsugi”.

## Legături externe
- Video: "Kintsugi: The Art of Repairing and Bringing New Life to Broken Items" Arhivat în 12 noiembrie 2018, la Wayback Machine. from Link TV
- Exhibition FLICKWERK The Aesthetics of Mended Japanese Ceramics at Herbert F. Johnson Museum of Art, Ithaca NY 2008